# نوشاد (كراني)
نوشاد (بالفارسية: نوشاد) هي قرية تقع في إيران في قسم کراني الريفي. يقدر عدد سكانها بـ 161 نسمة بحسب إحصاء 2016.